# Tekla Bądarzewska

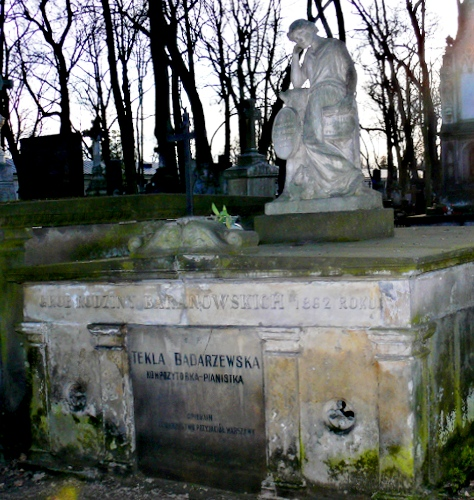
Tekla Bądarzewska-Baranowskas Grab auf dem Powązki-Friedhof

Tekla Bądarzewska-Baranowska  (* 17. September 1823 in Praga, Warschau, oder 1834 in Mława; † 29. September 1861 in Warschau) war eine polnische Komponistin und Pianistin.

## Leben
Bądarzewska heiratete sehr jung Jan Baranowski. In ihrer neunjährigen Ehe hatten sie fünf Kinder. Sie starb schon mit 27 Jahren und ist auf dem Powązki-Friedhof begraben. Der Krater „Bądarzewska“ auf dem Planeten Venus ist nach ihr benannt.
| „Das Gebet einer Jungfrau“ⓘ, MIDI Wiedergabe, 3:05 Minuten, 13 KB |

Insgesamt schrieb sie rund 35 Salonstücke für Klavier, von denen Das Gebet einer Jungfrau („Modlitwa dziewicy“, „La prière d'une vierge“, Op. 3) extrem populär wurde, was einerseits durch seinen eingängigen melodisch-harmonischen Verlauf, aber andererseits wegen seines trivialen Titels erklärbar ist. Als Pendant dazu schrieb Bądarzewska das ähnlich aufgebaute Stück Das erhörte Gebet („Prière exaucée“).

## Rezeption desGebets einer Jungfrau

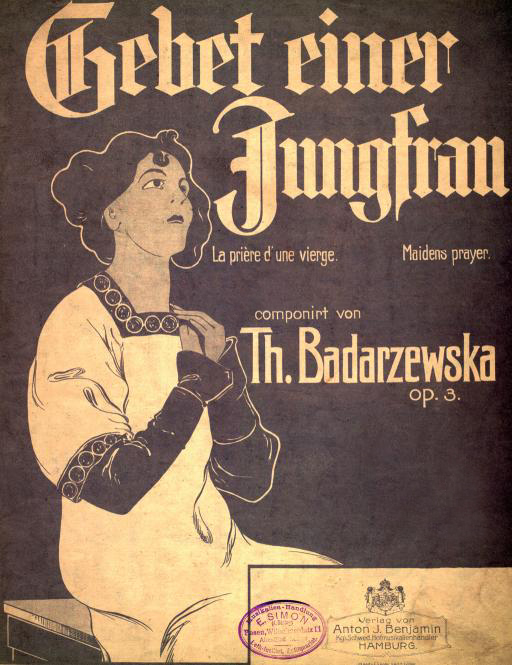

Zu seiner Zeit war das Gebet einer Jungfrau (Erstpublikation in Warschau 1856) möglicherweise das bis dahin erfolgreichste Klavierstück überhaupt. Es wurde mehrfach, auch in Deutschland, England und Frankreich, wiederaufgelegt. Ende des 19. Jahrhunderts wurde es für viele verschiedene Besetzungen adaptiert. Die mit einer Introduktion ausgestattete, mehrfach wiederholte und leicht variierte Melodie mit Trillern und Arpeggien wurde von manchen als Inbegriff des Kitsches empfunden. 
Erich Kästner parodierte in einem seiner frühen Gedichte das Gebet einer Jungfrau als Gebet keiner Jungfrau. Kurt Weill benutzte das Stück im ersten Akt seiner Oper Aufstieg und Fall der Stadt Mahagonny als Beispiel für den ironischen Ausruf: „Das ist die ewige Kunst!“

## Einzelanmerkungen
1. ↑  Michał Fronczak: Tekla aus Mława oder Warschaus Praga? Das Rätsel um das Datum und den Ort der Geburt von Tekla Bądarzewska ist gelöst. In: Instytut Boyma. 27. September 2022, abgerufen am 11. Mai 2024 (polnisch).
2. ↑  Verbreitet sind auch die (falschen) Lebensdaten 1838 bis 1862.
3. ↑  Zofia Chechlińska: Bądarzewska-Baranowska, Tekla. In: Grove Music Online (englisch; Abonnement erforderlich).
4. ↑  Eckhard Roch: Musikalischer Kitsch. In: Eckart Liebau, Jörg Zirfas (Hrsg.): Die Bildung des Geschmacks. transcript, Bielefeld 2011, S. 131–154, hier 142–143, doi:10.1515/transcript.9783839417461.131.

| Personendaten    | Personendaten                                     |
| ---------------- | ------------------------------------------------- |
| NAME             | Bądarzewska, Tekla                                |
| ALTERNATIVNAMEN  | Tekla Bądarzewska-Baranowska, Thekla Badarczewska |
| KURZBESCHREIBUNG | polnische Musikerin                               |
| GEBURTSDATUM     | 17. September 1823 oder 1834                      |
| GEBURTSORT       | Praga (Warschau) oder Mława                       |
| STERBEDATUM      | 29. September 1861                                |
| STERBEORT        | Warschau                                          |